# Ломбе, Джон
Джон Ломбе (англ. John Lombe) — британский предприниматель XVIII века.
Ломбе родился в Норидже около 1693 года; он был сыном камвольного ткача и младшим единокровным братом Томаса Ломбе, который после его смерти продолжил его дело и нажил состояние как шёлковый купец в Норидже и Лондоне.
В начале XVIII века центр производства шёлковых чулков на вязальных машинах переехал в Мидлендс из Лондона, и спрос на шёлковые нити опережал предложение.
Томас Ломбе, брат Джона, получил работу на неудачной шёлковой фабрике, построенной в Дерби известным изобретателем и инженером Джорджем Сороколдом для прядильщика шёлка Томаса Котчетта. Фабрика была построена на реке Дервент в городе Дерби. Возможно, это был первый случай собрания под одной крышей работников для работы с машинами с приводом от неодушевлённого источника питания.
Итальянцы использовали технологию выдавливания на станке для прядения с начала XVII века, судя по описанию, опубликованному Витторио Зонка (Vittorio Zonca). Леонардо да Винчи набросал аналогичную модель, но описание Зонки было более полным; неизвестно, есть ли между ними связь. Джон был послан братом для изучения итальянских прядильных машин, работавших с тонкой органсиновой нитью. Органсин, кручёный натуральный шёлк, используемый как основа, имеет важное значение для прядения тонкой шёлковой ткани. Согласно легенде, Джон получил работу в одном из итальянских магазинов, где использовался секрет машинного плетения шёлка. По ночам он прокрадывался в магазин и тщательно при свечах изготовлял чертежи машин. В 1716 году он привёз конструкции в Англию.
В 1718 году Томасу Ломбе удалось получить патент, в котором говорится, что:
Три вида двигателей никогда прежде не существовали или не использовались в нашем Королевстве Великобритании, один — чтобы перематывать лучший шёлк-сырец, другой — чтобы плести, а другой — чтобы скручивать лучший итальянский шёлк-сырец в органсин с большим совершенством, которое никогда не достигалось прежде в нашем Королевстве, что означает, что многие тысячи семей наших подданных могут быть постоянно заняты в Великобритании, быть снабжены шёлком всех видов мануфактур нашего подданства, и в больших количествах экспортировать в чужие края, будучи сделанным так хорошо, и дешево, как может быть любой иностранный шёлк.
Оригинальный текст (англ.)three sorts of engines never before made or used within this our Kingdom of Great Britain, one to wind finest raw silk, another to spin and the other to twist the finest Italian raw silk into organzine in great perfection which was never before done in this our Kingdom, by which means many thousand families of our subjects may be constantly employed in Great Britain, be furnished with silks of all sorts of the manufacture of our subjects, and great quantities exported into foreign parts by being made as good and cheap as any foreign silk can be.
Патент был выдан на срок в четырнадцать лет.

## Фабрика Ломбе
Сокоролд был нанят, чтобы построить на месте старого дербского завода новый, более крупный. Фабрика Ломбе была завершена в 1722 году, в год внезапной смерти Джона. Согласно легенде, король Сардинии Виктор-Амадей II, услышав об успехе предприятия Ломбе, нанял женщину-убийцу, чтобы та поехала в Англию и убила братьев. Подозревается, что Джон был отравлен «подозрительной» женщиной, предположительно, из Италии, которая появилась незадолго до его смерти.
Томас Ломбе был посвящён в рыцари в 1727 году. В 1732 году патент истек, и его просьба о продлении срока была отклонена. Это было, возможно, первое успешное непрерывное производство, прототип для хлопковой фабрики Ричарда Аркрайта и фабричной долины Дервента в целом.
В знак признания достижений Томас получил грант в размере 14 000 фунтов стерлингов на подготовку модели своей машины, которая была выставлена в лондонском Тауэре в качестве пособия для других фабрикантов. Он умер в 1739 году, и здание было продано Самюэлю Ллойду и Уильяму Уилсону. Фабрика продолжала производить шёлк до 1890 года, в котором она частично разрушилась. На данный момент в здании расположен Промышленный музей Дерби.